# 4K резолюция
4K в цифровата кинематография и компютърната графика обозначава резолюция, съответстваща на 4096 пиксела по хоризонтала. За разлика от резолюцията в телевизията, определяща се от броя редове и броя елементи на изображението по вертикала, в кинематографията разделителната способност се определя по дългата страна на кадъра. Такъв принцип в цифровото кино е избран поради наличието на различни стандарти на съотношение на страните на екрана. Хоризонталната резолюция е постоянна, докато вертикалната се променя според височината на кадъра. Резолюция 4К съответства на няколко различни размера на изображението в пиксели.
| Стандарт         | Разрешение в пиксели | Съотношение на страните | Общо брой пиксели |
| ---------------- | -------------------- | ----------------------- | ----------------- |
| Пълнокадров 4K   | 4096 × 3112          | 1.32:1                  | 12 746 752        |
| Академичен 4K    | 3656 × 2664          | 1.37:1                  | 9 739 584         |
| Широкоекранен 4K | 4096 × 1714          | 2.39:1                  | 7 020 544         |
| Кашетиран 4K     | 3996 × 2160          | 1.85:1                  | 8 631 360         |

Резолюцията 4K превъзхожда резолюцията 2K два пъти по всяко направление на кадъра.